# Максим (епископ Женевы)

Королевство бургундов около 500 года

Максим (лат. Maximus; V—VI века) — епископ Женевы в первой половине VI века.

## Биография
Максим — один из тех глав Женевской епархии Раннего Средневековья, деятельность которых наиболее подробно освещена в исторических источниках. Он упоминается в труде Григория Турского «Жития отцов», в нескольких посланиях своих современников — святых Авита Вьенского и Киприана Тулонского, а также в «Житии агонских аббатов».
О происхождении и ранних годах жизни Максима сведений не сохранилось. Первые достоверные свидетельства о нём относятся к 512 или 513 году, когда он был избран главой Женевской епархии. В средневековых списках местных епископов (например, в наиболее раннем из сохранившихся средневековых списков глав местной епархии, созданном в XI веке при епископе Фредерике) предшественником Максима назван некий Палласк. Однако существование этой персоны подвергается сомнению. Предыдущим же достоверно установленным женевским епископом был живший на рубеже V—VI веков Домициан. По свидетельству Григория Турского, после того как кафедра в Женеве стала вакантной, народ и клир города попросили стать их епископом Флоренцина, отца родившегося незадолго до того святого Ницетия Лионского. Однако по просьбе своей жены Артемии тот отклонил это предложение, после чего новым главой Женевской епархии единодушно был избран Максим.
В 515 году по совету Авита Вьенского принц Сигизмунд основал в Агоне (около современного Сен-Мориса) посвящённое святому Маврикию аббатство. Максим принимал активное участие в строительстве первых монастырских зданий. В созданном не позднее середины IX века «Житии агонских аббатов» женевскому епископу даже приписывается инициатива в основании этой обители. Торжественная церемония освящения монастырской церкви состоялось 22 сентября в присутствии Авита, Максима и Сигизмунда.
В том же году Максим в Анмасе на развалинах древнеримского языческого храма построил новую христианскую церковь. Возвращаясь из Агона, Авит Вьенский освятил её, прочитав специально сочинённую им по этому поводу гомилию.
Не позднее 516 года по повелению Максима в Женеве был построен новый кафедральный собор. Им стала базилика, освящённая в честь святого покровителя города апостола Петра. Этому событию Авит Вьенский посвятил ещё одну свою гомилию. Предыдущий деревянный кафедральный собор Женевы сгорел в 500 году во время войны между бургундскими королями Гундобадом и Годегизелем. Вероятно, в новый храм были перенесены мощи святого Петра, переданные клиру Женевы Сигизмундом, сыном арианина Гундобада. По свидетельству Авита Вьенского, этот покровительствовавший христианам-ортодоксам принц получил их незадолго до того от папы римского Симмаха. Для этого Сигизмунд специально посылал в Рим приближённого к себе диакона Юлиана.
При Максиме территория его епархии входила в состав королевства бургундов, а сама Женева при взошедшем в 516 году на престол короле Сигизмунде, вероятно, была столицей. В церковно-административном плане Женевская епархия была суффраганом Вьенской митрополии. Об этом известно из двух посланий папы римского Симмаха, датированных 6 ноября 513 года и 11 июня 514 года. Среди других суффраганов Вьенской митрополии того времени в посланиях назывались Гренобльская, Валансская и Тарантезская епархии. Так как аббатство Святого Маврикия в Агоне не находилось на территории Женевской епархии, предполагается, что Максим надеялся расширить свою юрисдикции и на территории соседних епархий. Однако его усилия не увенчались успехом.
Максим принимал участие в двух синодах иерархов бургундских земель: 15 сентября 517 года он присутствовал на церковном соборе в Эпаоне (возможно, современный Альбон), а между 518 и 523 годами — на синоде в Лионе. На первом из них ортодоксия была признана официальной религией королевства бургундов. Под актами Эпаонского собора епископ Максим собственноручно поставил подпись: «Maxemus in Christi nomine episcopus civitatis Genuensis». На синоде в Лионе рассматривался вопрос о близкородственном браке одного из королевских приближённых.
В раннесредневековых источниках Максим упоминался как «ярый проповедник» (лат. strenuus prædicator) ортодоксии и активный противник распространённых тогда среди бургундов арианства и бонозианства. Известно, что сторонников арианства в Женеве было так много, что для борьбы с их засильем по повелению короля Сигизмунда был созван специальный синод, на котором председательствовал Теодул Сьонский. В одной из хроник сообщалось: «В то время церковную кафедру Женевы занимал Максим, чистота и святость жизни которого не меньше прославили его, чем широта и разнообразие его талантов». Одним из друзей женевского епископа были Авит Вьенский. Сохранилось написанное приблизительно в 515 году письмо Авита к Максиму, в котором вьенский архиепископ интересовался церковными делами в королевстве бургундов, произошедшими во время его отсутствия. Сохранилось также и письмо святого Киприана Тулонского к Максиму, в котором отправитель послания оправдывался от выдвинутых против него подозрений в отрицании божественности Троицы.
Участие Максима в Лионском соборе — последнее достоверное свидетельство об этом женевском епископе. Дата его смерти точно не установлена. Согласно одним церковным преданиям, в 518 году Максим уехал в Рим для участия в созывавшемся папой Гормиздом синоде. Однако здесь епископ Женевы по приказу короля остготов Теодориха Великого был арестован и заключён в тюрьму, где провёл три дня. Оправдавшись от всех обвинений, он был освобождён, но умер на следующий же день. По другим данным, Максим скончался значительно позднее: якобы он ещё участвовал в других синодах — Арльском 524 года, Оранжском 529 года и Марсельском 533 года. Существует также предположение, что он мог даже пережить короля Годомара II и ещё застать присоединение в 534 году королевства бургундов к Франкскому государству. Насколько достоверны эти свидетельства, неизвестно. В документах VI века сообщается только о том, что Максим должен был умереть не позднее 541 года, так как епископом Женевы тогда уже был Паппул I.
В некоторых источниках Максим Женевский упоминается как святой.